# Mesosa subfasciata
Mesosa subfasciata är en skalbaggsart som beskrevs av Charles Joseph Gahan 1895. Mesosa subfasciata ingår i släktet Mesosa och familjen långhorningar.
Artens utbredningsområde är Myanmar. Inga underarter finns listade i Catalogue of Life.